# Rue Duranti
Pour les articles homonymes, voir Duranti.
La rue Duranti est une voie du 11e arrondissement de Paris, en France.

## Situation et accès
La rue Duranti est une voie publique située dans le 11e arrondissement de Paris. Elle débute au 20, rue Saint-Maur et se termine au 59, rue de la Folie-Regnault.

## Origine du nom

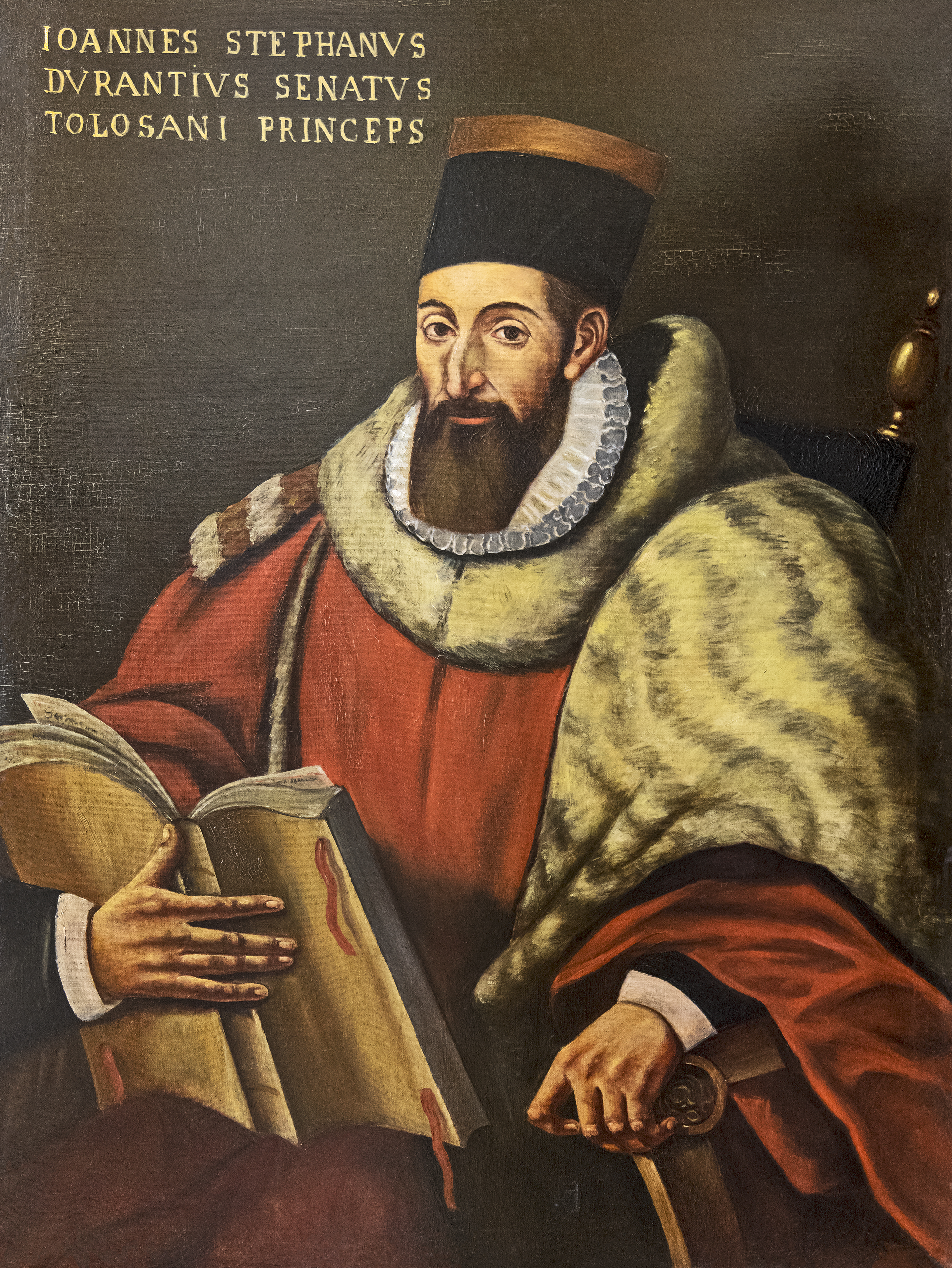
Jean-Étienne Duranti.

Elle doit son nom à Jean-Étienne Duranti (1534-1589), président du Parlement de Toulouse à l'époque d'Henri III.

## Historique
La voie est ouverte par décret du 11 juillet 1860,  et prend sa dénomination actuelle par décret du 2 mars 1864, sous le Second Empire.